# Ethan Van der Ryn
Ethan Van der Ryn (Alameda, 21 de outubro de 1962) é um sonoplasta estadunidense. Venceu o Oscar de melhor edição de som na edição de 2003 por The Lord of the Rings: The Two Towers e na edição de 2006 por King Kong, ambos com Mike Hopkins.